# Robert Gadocha
Robert Gadocha   (Cracòvia, 10 de gener de 1946) és un exfutbolista polonès de la dècada de 1970.
Fou 62 cops internacional amb la selecció polonesa amb la qual participà en els Jocs Olímpics d'Estiu de 1972 i a la Copa del Món de Futbol de 1974.
Pel que fa a clubs, defensà els colors de Legia Varsòvia com a principal club. També jugà a Garbarnia Kraków, Wawel Kraków, FC Nantes i Chicago Sting.